# Принц од Велса (острво, Аљаска)
Острво Принц од Велса (енгл. Prince of Wales Island) је острво САД које припада савезној држави Аљаска. Површина острва износи 6675 km². Према попису из 2000. на острву је живело око 6000 становника.